# ウルトラマンマックスの登場怪獣
- ウルトラマンマックス > ウルトラマンマックスの登場怪獣
- ウルトラ怪獣一覧 > ウルトラマンマックスの登場怪獣

ウルトラマンマックスの登場怪獣（ウルトラマンマックスのとうじょうかいじゅう）は、特撮テレビドラマ『ウルトラマンマックス』に登場する架空の怪獣、宇宙人、ロボット、その他の生物の一覧。並び順は登場話数順。
テレビ放送の平成ウルトラシリーズとしては初めて昭和シリーズに登場した怪獣、宇宙人が登場する。本作品が昭和のウルトラシリーズと繋がっていないため、昭和シリーズや次回作の『ウルトラマンメビウス』とは異なり設定や肩書きなど昭和シリーズに登場した際とは変わっているパターンが多い。
特記のない限り、身長・体重は公式ホームページ、デザイナーは『宇宙船 YEAR BOOK 2006』および『ファンタスティックコレクション ウルトラマンマックス マックス!マックス!マックス!怪獣大画報』より。

## 溶岩怪獣 グランゴン
第1話「ウルトラマンマックス誕生!」、第30話「勇気を胸に」に登場。
自然災害が原因でよみがえった怪獣。初めて日本国内で存在を確認された怪獣で、鉱物に似た特性のある細胞を持ち、高熱を発する半ば金属化した背中のマグマコアの影響によって、体表温度は900℃に達する。口から吐く高熱の火炎弾と地中を敏速に掘り進む鋭い爪、棘付きの強靭な長い尻尾が武器。「龍がいる」という伝説のある龍巌岳に出現。登場時はすぐにDASHの冷凍弾で氷漬けにされた後、ウィングブレードアタックで粉砕されるが、火山の噴火で流れ出した溶岩に触れて再生する。最初は同時に出現した冷凍怪獣ラゴラスと引かれ合うように龍巌岳で合流して戦うが、マックスの参戦でラゴラスと協力。最後はマクシウムカノンを受け、倒される。
第30話では、ラゴラスに捕食された別個体の死骸がマグマコアを失った状態で龍厳岳で発見される。腐敗が早く進むことから、怪獣の化石が残らないのもそれに一因しているのではと推測される。
- スーツアクター：横尾和則
- デザイン：酉澤安施
- デザイン画での名称は「古代怪獣グラリオン」[3]。
- ギミックは『ウルトラマンメビウス』のグロマイトの口に流用された[7]。

### その他の作品に登場するグランゴン
- 『ウルトラアドベンチャーNEO』後半では惑星ハマーでレイオニクスバトルに参戦していたが、暴走したゴモラ（レイオニックバースト）に身体を引き裂かれ、尻尾のみが登場。その後、ババルウ星人（RB）が使役するアントラーにぶつけられる。

## 冷凍怪獣 ラゴラス
第1話「ウルトラマンマックス誕生!」に登場。
高温生物に対抗するために自然界の摂理として現れたとも考えられる好戦的で凶暴な性質を持つ怪獣。本来は北極海に棲息していると推測され、時速50ノット以上で海中を移動する。常に冷気を体表から発し、何でも凍らせるマイナス240度の冷凍光線を口から放射する。グランゴンに呼応して伊豆半島沖から姿を現し、マックスを相手にグランゴンと共闘するが、マクシウムカノンを受けて倒される。
- スーツアクター：永田朋裕
- デザイン：酉澤安施
- デザイン画での名称は「深海古代怪獣ラゴラス」[3]。

### 進化怪獣 ラゴラスエヴォ
第30話「勇気を胸に」に登場。
かつてマックスに倒されたラゴラスの別個体が、グランゴンの別個体のマグマコアを捕食したことで急速に進化した怪獣。体色が赤くなり、牙や体の一部にはグランゴンのものを意識した意匠がある。冷熱双方の特性を併せ持ち、胸部のマグマコアからはグランゴン同様の火炎弾を放ち、口からはラゴラス本来の冷凍光線を吐く。最大の武器は、口と胸部より発生させた熱線と冷凍光線を融合して撃ち出す強力な超温差光線。この光波はギャラクシーカノンをも上回る威力を誇り、相手を瞬時に蒸発させることが可能。戦闘能力だけでなく知能も進化しており、人間を憎み蔑んでいる。ギャラクシーカノンを破ってマックスを追い詰めるが、ショーンがラゴラスエヴォの攻撃法に着想を得て開発したDASHの新兵器A.G.メイザーでマグマコアを破壊され、爆発四散する。
- スーツアクター：丸山貢治
- デザイン：酉澤安施
- 着ぐるみはラゴラスを改造したもの[3]。
- 映画『劇場版 ウルトラマンギンガS 決戦!ウルトラ10勇士!!』の準備稿ではマックスの対戦相手として登場させる予定であったが、スーツが現存していたものの撮影に使用できる状態ではなかったことから、変更された[9]。

## 放電竜 エレキング
第2話「怪獣を飼う女」、第27話「奪われたマックススパーク」に登場。体色は白で、両手には2本ずつ爪が生えている。
第2話
OLの葉山美宇の住むマンションの一室内に置かれた水槽で飼われているように見せかけ、陰では逆に彼女の意思を操る。夜の東京の電気を大量に吸い取り、さらにはDASH本部の電気まで吸い取る。電気を吸収すると全身を発光させ、透明化する保護色能力を持つ。口状部分から発する黄色の光弾・電子ビームや尻尾での放電攻撃を武器にウルトラマンマックスを苦しめるが、最後は角を切られ、マクシウムカノンで倒される。卵を産むが、親が倒されるとそれと連動するかのように消滅する。
ヒジカタ隊長は美宇がペットがいなくなった際の悲しみに着け込み、操ったものだと推測する。後に、ピット星人の手下の怪獣であることが判明する。
第27話
電気ではなく頭部のアンテナを回転させて人間の脳波を吸収して成長し、人間の脳活動を低下させる。口からの円弧状のプラズマ光弾の色が黄色ではなく青色になっている。ピット星人によって複数の幼体が地球に持ち込まれており、そのうち2匹が巨大化して街を破壊するが、1匹は両方の角をコバ、ショーン、ミズキのダッシュバード3機の攻撃で破壊されて敗れ、後から出現してダッシュマザーと交戦していたもう1匹はマックスによって宇宙空間に投げ飛ばされた後に分身マクシウムソードによって裁断され、爆発する。また、幼体も吸っていた脳波を逆流されて全滅する（大半はカイトが脳波を逆流させて倒すが、冒頭で1体が死んだ状態で見つかり、事態が発覚する）。
- スーツアクター：山本諭
- デザイン画は描かれていないが、酉澤安施がアレンジを加えている[14][16]。初代と意図的にフォルムを変えるため、前のほうに首を出している[17]。長い爪は、初代より攻撃的にしたいという特技監督の鈴木健二の要望によるものである[18]。
- 幼体のデザインは丸山浩[11][16]。初稿では、イルカのようなデザインも描かれていた[16]。
- 第2話は当初別の怪獣が登場する予定であった[19]。また、第27話での再登場については、プロデューサーの八木毅が「予算の都合」と述べている[20]。
- 湖のイメージが強い原典との差別化として、市街地に出現するという展開となった[21]。また、女性を操るという設定は原典と逆の構図となっている[21]。

## 古代怪鳥 レギーラ
第3話「勇士の証明」に登場。
崩壊したメキシコの古代遺跡から現れた伝説の怪物。かつては、中米で神として崇められていたという。飛行速度はマッハ2.5。全身を覆う外皮には電波を吸収するステルス性を持つため、レーダーに探知されない。主要武器は、口の中の青く光る目から発射される火炎弾と鎖状の破壊ビーム。羽ばたく際の爆風で地上の物体を吹き飛ばし、破壊することも可能。腹部には内蔵式の巨大な爪のような1対のカギ爪がある。最後はマックスのソードスラッシュを受け、倒される。
- スーツアクター：横尾和則
- デザイン：丸山浩[16]
- デザインモチーフは『ウルトラセブン』のアイロス星人[22]。顔のように見える嘴の中にももう一つ顔があるようにデザインされている[16]。初稿では、シルエットを変えるために翼の開閉を描いたものや、古代怪鳥という設定からシンプルに鳥型の怪獣も描かれていた[16]。
- CGIディレクターに「板野サーカス」と呼ばれる空中戦のアニメ演出で著名な板野一郎を招いている本作品において、初の飛行怪獣である。DASHとの空中戦は板野によるフルCGで描かれ、スピード感のある演出になっている[3]。高速で動くため、CGはデータ量を抑えたものにあらゆる角度から撮影した着ぐるみの写真を貼り付けて表現している[3]。通常時は翼は演者の手を入れて固定し、格闘時には翼は内部から固定してカギ爪に手を入れて動かしている[16]。

## 高速宇宙人 スラン星人
第4話「無限の侵略者」に登場。
スタジアムを乗っ取って巨大宇宙船に秘かに改造し、地球に潜伏していた宇宙人。人間への変身能力も持っており、劇中ではスタジアムの長崎警備員やDASHのミズキ隊員に変身していた。人類の環境破壊に警鐘を鳴らすことを口実に挙げて地球侵略を目的としており、高尚な言い分とは裏腹に人質をとるなど奸計をいとわない。時速170キロメートルの高速移動によって残像を生み出し、それに惑わされた相手を破壊光線や手から出す反重力光線を使って攻撃する戦法を得意とする。また、関節は360度動き、巨大化時には両腕が長い剣のようになる。最後はマクシウムソードで残像を切り刻まれ、マクシウムカノンで倒された。
- 声：川津泰彦（音声に加工あり）
- 演（長崎警備員）：小倉直紀
- スーツアクター：相馬絢也[3]
- デザイン：丸山浩
- 初稿では、昆虫系のデザインにするためにさまざまなバリエーションが描かれている[16]。発光部分の内側には、人間の顔のように見えるモールドが入れられている。
- 着ぐるみの塗料には青のマジョーラが用いられている[22][16]。マジョーラを用いたスーツはアクションを行うと剥げると言われているが、開米プロダクションの香西伸介は別の素材と混合させることにより、定着させることに成功している[22]。表面に細い溝がモールドされた黒い無塗装のウェットスーツをベースにすることにより、マジョーラを目立たせている[16]。大腿部などは他作品で未使用に終わったものを流用している[16]。
- 残像や建物の乗っ取りなど、バルタン星人を意識している[23]。

### スラン星人（エタルダミー）
映画『劇場版 ウルトラマンギンガS 決戦!ウルトラ10勇士!!』に登場。
後半の時空城内部の第二階層にて、超時空魔神エタルガーによってマックスの記憶から具現化したエタルダミー（つまり本物のスラン星人とは無関係の別個体）として生み出される。
高速移動能力は本物と同様であり、高速移動の際に生じる残像でマックスを翻弄するが、やはりマクシウムソードで残像もろとも吹き飛ばされたうえにギャラクシーソードで一刀両断され、爆散した。
- 監督の坂本浩一や中野貴雄によれば、当初はラゴラスエヴォが登場候補に挙がったものの『マックス』の敵キャラクターのスーツが撮影可能な状態で現存しておらず、スラン星人のスーツだけが使用可能な状態で残っていたためとのこと[出典 2]。ゼットンを登場させる案もあったが、『マックス』のオリジナル怪獣ではないことから不採用となった[25][9]。

### スラン星人クワイラ
『ウルトラマンX』第8話「狙われたX」に登場。
かつてウルトラマンマックスに倒されたスラン星人の同族。慇懃無礼な性格に丁寧な口調が特徴。地球侵略に興味はなく、マックスを討って同族の仇をとることを目的としている。マックスを苦しめたこともあるゼットンの別個体を連れて襲来し、周到な計画を立てる。
トウマ・カイトの姿に擬態し、スパークドールズの研究者の当麻博士と名乗ってXioに接触すると、大空大地の父・鷹志の研究仲間だったとうそぶいて穏やかな性格を装い、大地の信頼を得る。事前に準備していたと偽って持参したゼットンのスパークドールズを大地たちに解析させて共にゼットンアーマーを開発するが、そのデータには細工を施しており、ゼットンアーマーを装着したエックスをコントロール下に置くことに成功する。カイトの姿に擬態したマックスの攻撃を受けて正体を現した後は巨大化し、コントロール下に置いたエックスやゼットンと共にマックスを攻撃するが、大地の活躍でエックスが正常な状態に戻り、形勢は逆転する。最後は、残像でマックスを翻弄して背後を取ったつもりが動きを読まれており、マクシウムソードを避けられず倒れたところにギャラクシーカノンを浴びせられ、撃破された。
- 声：松本健太
- 演（当麻博士）：青山草太
- スーツアクター：岡部暁
- 本放送当時、スラン星人の登場は予告編や雑誌情報などで伏せられており、オープニングクレジットでも「高速宇宙人クワイラ」とだけ記述されていた。
- 第8話の脚本を担当した林壮太郎は、「クワイラ」という名称は中国語で「速さ」を意味する「快（クワイ）」からの発想と述べている[31][32]。
- 第8話の監督を担当したアベユーイチは、『マックス』での分身の撮影方法は難しいと判断し、セット内で撮影して当時の描写に近づけることを意識した[33]。

### 『ウルトラマンタイガ』に登場するスラン星人
『ウルトラマンタイガ』第23話「激突！ウルトラビッグマッチ！」に登場。
ウルトラマンタイガやウルトラマントレギアを倒すため、チブル星人マブゼの指示のもと、ザラブ星人やゴドラ星人とともにニセウルトラマンベリアルを作り上げるが、知性を持たないニセベリアルをトレギアに誘導され、アジトにしていた美蘭フーズの本社ビルごと撃破される。
本作品では、昏倒したザラブ星人を気遣う、ゴドラ星人のダジャレに突っ込むなど、気の利く一面を見せている。
- 声：久田康樹
- 第23話の脚本を担当した皐月彩は、本話のスラン星人を「中間管理職」とキャラ付けしており、『ウルトラ怪獣散歩』っぽいノリであったと述べている[36]。

### 『ウルトラギャラクシーファイト 大いなる陰謀』に登場するスラン星人
『ウルトラギャラクシーファイト 大いなる陰謀』に登場。
惑星ミカリトにてマガオロチの卵を育てており、その影響を察知して訪れたウルトラマンマックスとウルトラマンリブットを急襲すると、卵の周囲の触手に捕らわれたマックスにアブソリュートタルタロスから与えられたゴーデス細胞を植え付け、卵を育てるためのエネルギーを吸い取らせる。ウルトラマン80による介入から一旦退却を経てゴーデス細胞の抗体を手に再び訪れたリブット・ウルトラマングレート・ウルトラマンパワードの前にヘルベロスとともに立ちふさがるが、ウルトラマンゼノンによる介入で形勢を逆転され、グレートにバーニング・プラズマで撃破される。しかし、リブットたちが光の国へ帰還した後でもかろうじて生存しており、現れたアブソリュートタルタロスに再度の助力を懇願するものの、役立たずと見なされて抹殺される。
- 声：村上ヨウ[38]
- 生来の個体ではなくタルタロスに蘇らされた個体であることが、彼に懇願する際に明らかとなっている。

### その他の作品に登場するスラン星人
- 雑誌連載作品『ウルトラマン列伝 ギャラクシーバトルゼロ』（てれびくんおよびテレビマガジン2012年5月号掲載）では、アナザースペースでウルトラマンゼロの前に現れ、得意の高速移動で生み出した分身残像を用いてゼロを襲う。残像はマックスの助言を受けたゼロのゼロスラッガーに切り刻まれ、本体はワイドゼロショットで倒された。

## 装甲怪獣 レッドキング
第5話「出現、怪獣島！」、第6話「爆撃、5秒前！」、第36話「イジゲンセカイ」に登場。
「災いの神」と古代人類から恐れられ、サブジェクト・ファントムに封印されていた。過去作品の登場個体とは異なり、体内に浮遊島の起爆性の高い岩石を飲み込んでおり、それを吐き飛ばして攻撃する。分厚く柔軟性のある装甲で覆われた全身は敵の攻撃を跳ね返す。非常に凶暴で、第5話でサラマドン、第6話でパラグラーを倒すが、体内の爆弾岩石が尽きたために咥えた岩石をマックスのマクシウムソードで爆破されて体内に引火し、気絶する。最後はマックスによって宇宙空間へ運ばれ、マクシウムカノンで粉砕される。
過去作品の登場個体とは異なり手先が器用で、親指と人差し指でピグモンを持ち上げるといった細かい動作を行い、尻尾攻撃など独自の戦い方で暴れるが、自分で空けた地面の穴に足を引っかけて転倒して暴れるなど、初代に通ずるコミカルな描写が目立つ。
第36話では別個体が登場。シャマー星人の陰謀でピグモンと共にディメンション・フォース開発実験の影響で生体エネルギーが実体化して作中世界に現れた結果、シャマー星人には「知能が低いから簡単に操れた」と評され、コバ隊員にも「相変わらず頭の悪そうな顔」と評される。以前の個体と同じく体内に起爆性の高い岩石を蓄えているが、マックスに閉鎖空間へ閉じ込められ、ギャラクシーカノンを撃たれて死亡する。
- スーツアクター：末永博志[48]（第5・6話）、外島孝一（第36話）
- スーツは動きづらく体力を要するため、スーツアクターはスーツを着て坂道を往復するなどのオーディションによって選ばれた[48]。
- 口から岩を吐くという設定は、特技監督の鈴木健二が「違和感を出したい」として考案した[49]。

## 両棲怪獣 サラマドン
第5話「出現、怪獣島!」に登場。
サンショウウオによく似た野生種の怪獣。本来はおとなしい性質の怪獣だが、ピグモンに危害を加えようとする外敵には容赦なく攻撃する一種の守護獣。武器は尻尾の先を逆立てて発射する背中に生えた鋭い棘と身体の側面から分泌する毒液。基本的に四足歩行だが逆立ちして二足歩行にもなる。ハンターの新見健児が乗るヘリコプターを撃墜してピグモンの石像を破壊した結果、復活したレッドキングに戦いを挑むが、何度も投げ飛ばされて弱ったところに爆弾岩の一斉射撃を受け、倒される。
- スーツアクター：横尾和則
- デザイン：酉澤安施

## 飛膜怪獣 パラグラー
第5話「出現、怪獣島!」、第6話「爆撃、5秒前!」に登場。
両手足にムササビのような皮膜状の翼（飛膜）を持つ怪獣。この飛膜により滑空飛行し地上戦の際は収納するかのように消すことが可能。空中からの体当たり攻撃と足の鋭い鈎爪と長い尻尾を使って敵と戦う。サラマドンと同じくピグモンを守るためレッドキングと闘うが、空中から体当たりしようとしたところを岩石攻撃で落とされ、爆弾岩で倒される。
- デザイン：酉澤安施
- スーツアクター：永田朋裕

## 電脳珍獣 ピグモン
第5話「出現、怪獣島!」、第6話「爆撃、5秒前!」、第36話「イジゲンセカイ」に登場。
設定では宇宙人が地球の古代人類にコンタクトを取るために送り込んだ生体コンピューターとされており、怪獣島（サブジェクト・ファントム）を制御するための安定制御装置の一部である。先代のピグモンは登場した時点で石像であったが壊され、カイト隊員に懐いた個体が最後に石像となり、暴走する島を消滅させる。
のちに第36話で再登場。シャマー星人の陰謀により、レッドキングの新たな個体ともども再びカイトたちの世界へ生体エネルギーが召喚され、シャマー星人のディメンション・フォースを受けてエリーと一体化した状態になる。エリーの姿のまま周囲（特にミズキ隊員）が気をもむほどカイトに懐くが、最後はシャマー星人のディメンション・フォースの攻撃からマックス（＝カイト）をかばってエリーと分離してピグモンのみが異次元に飛ばされ、再びサブジェクト・ファントムへ戻る。エリーとは分離したが、ピグモンの記憶がエリーの頭脳に残った。
- スーツアクター：高津房代[55][52]
- 第6話でピグモンが去った後に現れる風船は、初代を意識したものである[56]。撮影の時点では風船を使うシーンを決めず、毎日用意だけしていた[56]。
- 石像化した状態のピグモンは、台座に立たせたスーツの映像をマット画に書き直している[52]。

## 宇宙工作員
将来的に宇宙の脅威となる惑星に潜入して文明を無に帰す爆弾を設置し、環境破壊をもたらす人類とその文明を絶滅させることを任務とする。

### ケサム
第7話「星の破壊者」に登場。
地球を爆破しろと命じられ、惑星破壊爆弾と共に送り込まれてきた異星人。自らの星の環境破壊を繰り返す人類への怒りに燃え、今自分が破壊しても同じことと考える。
時空移動装置を内蔵した特殊なスーツを着用しているため、爆弾をセットした後は即座に他の星に逃走できるが、地球の朝霧山山麓に空間移動した際にトラブルで負傷し、調査に来たミズキに助けられる。その後、巨大化してマックスと光の鞭エネルギーウィップなどで戦うもののソードスラッシュを受けて致命傷を負い、ミズキの情に絆されて爆弾の起動装置のスイッチを解除させ、彼女に看取られて息絶える。
- 演：菊地謙三郎
- スーツアクター：寺井大介
- デザイン：板野一郎[注釈 2]
- ムチの動きも板野が動画を担当している[3]。
- 演じた菊地は、第7話監督の梶研吾と既知であったことから起用された[57]。梶は旧知の小田井涼平から、菊地ら『仮面ライダー龍騎』のキャストを紹介されていた[57]。

### ケルス
第32話「エリー破壊指令」に登場。
第7話に登場したケサムと同族の宇宙工作員。ケサムより冷徹で好戦的であり、目的のためならば手段を選ばない。ケサムよりもはるかに残酷で、情に絆されて任務に失敗したケサムを軽蔑している。相手を挑発するなど自信に満ちた行動が多く、格闘能力も高い。
世界各地の全UDF基地を同時破壊する作戦を立案し、その達成のためにエリーの頭脳を洗脳型ウイルスに感染させて乗っ取って拉致すると、高性能ミサイル誘導システムに仕立て上げる。多数の宇宙工作員を率い、緊急時にはケサムと同様に巨大化して戦闘モードとなる。戦闘モードはケサムと同じ形状だが、ケサムは目の色が赤いのに対してケルスは青い。ベース・タイタンのプログラミングをエリーの頭脳を通じて書き換えて強制閉鎖してDASHの出撃を封じるなど、緻密な作戦でUDFを苦しめるが、コバとのガンファイトに敗れ、エリーを奪還される。最後はマックスと真っ向から勝負し、マクシウムカノンを受けて爆死する。ケルスが呼んだコンテナ宇宙船も、ギャラクシーカノンにより破壊される。
- 演：小田井涼平
- スーツアクター：寺井大介
- 着ぐるみはケサムの改造[58]。
- 初期案では、ケサムが再登場する案[57]やケルスがケサムと同じ顔であるという案[23]であった。

### ケルスの部下の宇宙工作員
第32話「エリー破壊指令」に登場。
ビームライフルを武器とし、常に複数で行動する戦闘兵士。感情らしいものはなく、ケルスの命令のままにエリアJS547の倉庫街のアジトへの侵入者を攻撃する。巨大化時のケルスやケサムと同じ顔を持つ。
- 演：キャスタッフ
- 関連書籍などでは「戦闘員」と表記しているものもある[3][4]。名称は書籍によってはケルス戦闘員[5]、宇宙工作員 ケダム[6][44]としている。

## 甲虫型宇宙怪獣 バグダラス
第8話「DASH壊滅!?」に登場。
ポイントJT303に落ちた隕石に潜んでいた怪獣。大顎の間にある口から放つ特殊な吸引ビーム触手光線を人間の首筋に照射して生体エネルギーを吸い取り、脱皮を繰り返して成長する。エネルギーを吸われた人間は高熱・体力低下の症状が現われ、命の危険にかかわる。赤外線で獲物を探知する能力と、半透明化して周囲の風景に擬態する能力を持つ。最大化した後は背中から伸ばした巨大な羽を超高速で振動させることで、衝撃波を放射する。銃弾を跳ね返すほど堅固な甲皮を持つ。目的は繁殖であり、ベース・タイタン内の職員やDASHを触手光線で次々と襲い、巨大化した後には体内に飼っていた無数の卵を孵化させるべく、都市に向かう。しかし、マックスとの戦いでは高速で飛行して突進するもマクシウムカノンを受け、倒される。
- スーツアクター：相馬絢也
- デザイン：板野一郎
- デザイン画での名称は「甲虫型宇宙怪獣ヴィクティム」[3]。
- ベース・タイタン内でカイトとヒジカタによって挟み撃ちにされるシーンは、バグダラスの3メートル大という大きさを表現するため、CGIスーパーバイザーの鹿角剛によって提案された[3]。

## 伝説怪龍 ナツノメリュウ
第9話「龍の恋人」に登場。
奈津川湖に封印されていた龍。「英雄が鎮め、光の中へ返した」という予言めいた伝説を持つ。金の亡者と化した村長の息子を始めとした、ホテル建設を進める人間たちが花火大会に乗じて仕掛けた破壊活動によって龍の祠を壊されたことで復活し、驕り高ぶる人間に怒り狂い暴れ回る。炎の翼で空を飛び、口から紫色の高熱火炎を放射し、長い首で敵を締め上げる。最後はナツノメリュウを慕う少女の霊により大人しくなり、マックスの出した虹の中へ消える。少女は20年前に公害事件によって亡くなった村の娘であり、その姿と声はカイトしか感じ取れず、カイトとその想いが通じ合ったことで現代に巨龍が実体化したものと思われる。
- スーツアクター：横尾和則
- デザイン：酉澤安施。デザインコンセプトは和洋折衷[3]。
- 着ぐるみは巨大なため、飛行シーンは屋外でクレーン3本を用いて撮影された[59]。
- その他の作品に登場するナツノメリュウ
  - 『ウルトラゾーン』第11話アイキャッチでは、ジャンボキングとともに競馬のレースに出走している様子が描かれている[60][61]。

## 空間転移怪獣 メタシサス
第10話「少年DASH」に登場。
重力を操り、空間さえも飛び越え、自由自在にテレポートできる怪獣。携帯電話の中継アンテナを破壊する。チェスのナイトの駒を思わせる4対の目がある前後に長い「馬面」の頭部と手足のない台座のような身体を持ち、左右に展開した巨大な口状の部分の中にある長い触手を武器とする。また、顎の横にある穴からはガスを噴出する。空間を「桂馬跳び」する際に起こる極超短波による携帯電話の画面の乱れで出現位置が予測できることをDASHの見学に来たマサユキ少年に見抜かれ、マックス・DASH・マサユキの連携により、マクシウムソードを受けて倒される。
- スーツアクター：西村郎
- デザイン：酉澤安施。デザインコンセプトは羽衣をまとったイメージ[3]。

## 磁力怪獣 アントラー
第11話「バラージの預言」に登場。
初代と比較してやや大きい体躯を持つ。同様に磁力光線と大顎が武器で、磁力光線はDASHの各種機器も含めた広範囲の機器類を使用不能にするほか、ウルトラマンマックスのマクシウムカノンの「溜め」を消滅させることも可能。巨大なアリジゴクを大地に発生させ、敵をその中に引き込んで襲う。紀元前2000年に中東の幻の王国「バラージ」を滅ぼしたとされる。
マックスやチームDASHとの戦いでは前述の能力で苦戦させるが、「バラージの青い石」をレンズとして放ったダッシュデリンジャーの光線を浴びた途端に動きが鈍くなり、大顎の片方をマクシウムソードで切断された後、マクシウムカノンで倒される。
- スーツアクター：末永博志[67]
- スーツはほぼ初代のままにするという意向により、当時のスチール写真を参考に制作された[67]。角は付け替え式になっており、アクション用・ギミック用・折れた角など5、6本が作られた[67]。造形物はスーツのほか、遠景用人形も用意された[62]。
- この回のみ、オープニングや提供クレジットにアントラーのシルエットが登場している。
- 出現時のシーンでは、操演部の制作した砂を吹き上げる装置が用いられている[68]。この装置は後に『ウルトラマンギンガ』でも使用されているが、アントラーの出現シーン以外には使い道がないという[68]。
- 撮影ではアントラーの作った穴にマックスが落ちるシーンがあったが、うまくいかずにカットとなった[69]。シーンの一部は、マックスが地上に降りた時に地面がめり込む描写として流用されている[69]。

## 超音速怪獣 ヘイレン
第12話「超音速の追撃」に登場。
マッハ10という、DASHの試験機ダッシュバードβやマックス以上の超高速で飛行する怪獣。その超高速による突風や衝撃波の威力は凄まじく、人間が吹き飛ぶほどである。翼はF-14戦闘機の可変翼のように動かすことができ、空中静止も可能。地上でも同様に高速移動可能。武器は口から吐く高熱火球。特定の波長音を敵襲だと感じ、その発生源を攻撃する性質を持つ。ヘヴィメタルバンド「バッドスキャナーズ」のギターのサウンドパターンとダッシュバードβのパワーブーストから発するエンジンパルスがたまたまその波長音と極めてよく似ていたため、彼らがコンサートを行う広場上空に出現して暴れる。最後はマクシウムカノンを受け、倒される。
- スーツアクター：西村郎
- デザイン：丸山浩、デザイン原案：金子二郎[3]
- バンドが軸となるエピソードに登場することから、ネーミングはヴァン・ヘイレンに由来する[70]。当初は、金子の要望で「高速」であることからイングヴェイ・マルムスティーンから取って「インギー」という名前になる予定だったが、諸事情により変更となった[16]。

## 宇宙恐竜 ゼットン
第13話「ゼットンの娘」に登場。劇中ではゼットン怪獣と呼称されている。
ゼットン星人がウルトラマンマックスを倒すため、地球へ送り込んだ侵略用の生体兵器。宇宙空間を飛行する際には、青い光の球に変化する。顔に点滅する発光体や頭に回転する2本の角を持つ初代同様の容姿に、やはり同様の1兆度の超高熱火球と怪力が武器。特に怪力については、マックスを片手で投げ飛ばせる。また、頑強な外殻装甲に覆われているために少々の攻撃では微動だにしないうえ、全身を包み込む強力なバリアであるゼットンシャッターを用い、マックスのあらゆる必殺技を防ぐ。マックスとその救援に駆けつけたウルトラマンゼノンを立て続けに窮地に陥れるが、ゼノンから託された新装備マックスギャラクシーを得て再起したマックスのギャラクシーカノンにより、ゼットンシャッターを破られて倒される。
- スーツアクター：山本諭
- テレビ情報誌『てれびくん』2006年1月号（小学館）の付録『てれびくんスペシャルDVD スーパーバトルだ!! ウルトラマンマックス』では、レッドキングとタッグを組んでマックスと戦う新撮映像が収録されていた。
- 映画『劇場版 ウルトラマンギンガS 決戦!ウルトラ10勇士!!』では、マックスの対戦相手としてゼットンを登場させる案があったが、オリジナル怪獣ではないことから不採用となり、スーツが発見されたスラン星人（エタルダミー）に変更された[76][77]。

## 変身怪人 ゼットン星人
第13話「ゼットンの娘」、第14話「恋するキングジョー」に登場。
スタイルは初代を踏襲しているが、一つ目で上忍を思わせる和服風の衣装を着ている。1万年前に地球を訪れて「ゼットン・ナノ遺伝子を人類に植え付けた」と発言する。その遺伝子を色濃く受け継いだ女性である小田夏美を「娘」と呼び、彼女に憑依してくの一姿の草として操り、ベース・タイタンの機密情報を奪おうとする。
第13話ではゼットン怪獣を、第14話ではキングジョーを地球に送り込む。最後は異空間「ゼットンゾーン」で夏美にカイトを殺させようと図るも、彼の激励で本来の人格を取り戻した夏美にゼットンビーム剣で斬られ、ゼットンゾーンと共に消滅する。その執念はトミオカ長官に、「記憶に残すのもおぞましい」と唾棄される。
- 声：堀之紀（音声加工されている）
- スーツアクター：丸山貢治[81][80]
- 映像作品では初めて劇中で「ゼットン星人」と呼称された一方、怪獣の方のゼットンは「ゼットン怪獣」と呼称された。
- 初期案では、『ウルトラマン』のゼットン星人がゼットン・ナノ遺伝子を植え付けていたという設定であった[70]。

## 侵略ロボット キングジョー
第14話「恋するキングジョー」に登場。
ゼットン星人が地球に送り出した侵略兵器。頭部がキングアルファー号、胸部がキングベーター号、右脚部がキングガンマー号、左脚部がキングデルタ号の4機の宇宙戦闘機に分離する。原子レベルまでの分解・再構築が可能な金属ゼットン・ニュウムで造られているため、縮小も可能。胸部からのキング連射砲とキングパンチが武器。
ゼットンの地球侵入を支援するため、DASHの監視衛星を分離状態で破壊して地球に侵入し、町工場「松本板金」の息子である松本健をゼットン星人が利用して原型となる人間大のリモートコントロールで動くロボットを製作させ、名前や構造からDASHに目をつけられたため、巨大化する。分離状態の4機編隊で超高速飛行し、コバたちのダッシュバード2・ダッシュマザーと空戦を展開してこれを一蹴したうえ、ウルトラマンマックスとの戦闘中にも分離合体を巧みに使って攪乱（）する。ゼットン星人に操られた女性・夏美が操縦していたこともあり、迂闊に手が出せないマックスを苦戦させるが、正気を取り戻した彼女に脱出された後は動きが鈍くなり、形勢は逆転する。最後はマクシウムカノンを受け、破壊される。
- スーツアクター：永田朋裕
- 分離形態のデザインは板野一郎[2][84]。分離形態はCGで描写され、合体シーンは約1か月をかけて制作された[84]。
- 造型は特殊メイクアーティストのピエール須田が担当した[85]。本物のリベットを使用するなどディテールにこだわっていたが、撮影では壊れやすかったという[85]。
- 倒される場面では初代を踏襲して直立不動の状態で後ろに倒れる[70]。

## 完全生命体 イフ
第15話「第三番惑星の奇跡」に登場。
ある日突然宇宙から降ってきた怪生命体。悪意も善意もない「決して開けてはならない」存在で、受けた相手の攻撃と同等の戦力を身につけ、反撃する特殊能力を有し、物理的刺激だけに留まらず、音による刺激でも変化を遂げる。以下の5形態が確認される。
第1形態
最初に宇宙から飛来、確認された際の状態。
白い繭状の状態で全く動かない。戦闘能力は特になく、かなり柔らかく、木の棒でつつかれた際、へこみはしたが、すぐに元に戻っている。

第2形態
DASHが放った焼夷弾で焼かれたことで、体色が黒くなり、無数に棘が生えたウニのような姿に変貌した状態。
棘の先から、高熱火炎を放射できるようになり、これをDASHに対する対抗手段として用いている。

第3形態
DASHのミサイルとレーザー砲の攻撃を受け、さらなる進化を遂げた状態。
背中からミサイルやレーザーを発射する大砲のような器官と頭部が形成され、さらに4本の足を生やし、移動が出来るようになる。さらにレーザー銃を受けると、それらに対応して赤い目から、レーザーを発射できるようにまでになった。マックスのマクシウムカノンを受けて一旦爆発四散したが、すぐさま再生しただけでなく、攻撃のさらなる刺激の影響で第4形態に進化した。

第4形態
マックスからのマクシウムカノンを受けたことで一旦、爆発四散した直後に再生した後、さらなる進化を遂げた状態。
姿が怪獣らしい姿に変化したことに加え、直立歩行形態に変化し、右前足が刀状の形をした右腕に変化しており、ここからマックスの放ったマクシウムカノンと同等の威力を持つ破壊光線を放つことが出来るようになる。マックスから受けた攻撃をすべて倍返しにしたうえに破壊光線の乱射を浴びせ、袋叩きにする。力尽きたマックスがミズキに促され、イフを残して飛び去った後、そのまま街を廃墟に変えて世界をも滅ぼす勢いにまでになるが、エネルギーが切れたのか途中で休眠状態に入っていたところを盲目の少女・アッコがピッコロの演奏を始め、その音色を聞いたことによる刺激を受けて最終形態に進化する。

第5形態（最終形態）
盲目の少女・アッコが奏でるピッコロの音楽をコピーしたことで楽器を纏った女神像の形態に進化した状態。
最初は第4形態の容姿に楽器状の気管が一部だけに形成され、アッコの奏でる音楽に合わせながらも、不完全な音色を奏でることしか出来なかったが、アッコとの合奏を度重ねていくうちに、刀状の右腕がラッパのような楽器に変化し、それに合わせて全身がハープやユーフォニアムなどの様々な楽器を模した気管へと変化を遂げたことで様々な音色の音楽を奏でられるようになり、顔も怪獣の顔付きから、女神像の顔付きに変化した。最終的にアッコと「合奏」しながらマックスに宇宙へ誘導される。
- スーツアクター：末永博志、永田朋裕
- 劇中アッコとイフが「合奏」するのは、ショパンの「別れの曲」。
- デザインは、書籍『ファンタスティックコレクション』ではNAKA雅MURA[3]、雑誌『宇宙船 YEAR BOOK 2006』では酉澤安施と記載している[2]。
- デザイン画の名称は「ゼロ」[3]。
- 造型費は通常の5倍ほどになったが、プロデューサーの八木毅は脚本を読んで傑作になると感じOKを出したという[70]。
- セル版のDVDには、本編15話とは別の展開を見せるIFエンドが特典で収録されている。ウルトラマンマックス#DVDでの変更点・追加点を参照。
- 書籍によっては、各形態を第1型 - 第4型、最終型と記載している[出典 7]。
- テレビアニメ『SSSS.GRIDMAN』第3話では、新条アカネの部屋の棚にイフのフィギュアが飾られている[87][88]。同話でグリッドマンが敗北するという展開からウルトラマンを倒した怪獣でまとめられている[87][88]。

## 宇宙化猫 タマ・ミケ・クロ
第16話「わたしはだあれ？」に登場。
宇宙から飛来した3つの小隕石が吸収した地上の電磁波の影響で約1か月後に猫系の巨大怪獣に成長した姿。ただし、外見に猫らしいところはほとんどなく、ほぼ球形の胴体に1つだけの猫目があり、細長い関節肢で立っているので、猫らしいところは眼だけ、それに加えて猫耳と長く黒い尻尾がある個体がクロ、猫の足とトラジマの尻尾がある個体がタマ、主だった特徴のない個体がミケで、全員振ると鈴の音がする三毛の尻尾がついている。眼球の形状が感情によってさまざまに変化し、外部に自分の意志を伝える。
武器は口から吐く破壊光線のほか、体から有機生命体の記憶を妨害する特殊な波長を発し、その影響で人間社会やDASHメンバー、果てはウルトラマンマックスまでもが次第に記憶や思考能力を失い、麻痺状態になる。そのため、DASHは機械の操作や武器の使い方など、何をどうしたら良いのかわからず攻撃はおろか出撃すらままならなくなり、カイトもマックスへの変身方法を忘れてしまう。さらには、ようやくマックスに変身できた後も、マクシウムカノンの発射ポーズやマクシウムソードの使い方はおろか、自分が誰なのか左右がどちらなのかすらわからなくなり、大混乱状態に陥る。最後は、唯一有機生命体でないエリーの祈りによって発奮したマックスの即興の必殺技で、3体まとめて撃破される。
- デザインは、書籍『ファンタスティックコレクション』ではNAKA雅MURA[3]、雑誌『宇宙船 YEAR BOOK 2006』では酉澤安施と記載されている[2]。
- デザイン画での名称は「宇宙化猫カフカ」[3]。デザイン画では3体は尻尾のみが異なるだけであったが、造型スタッフがアドリブでタマに猫の足をつけ、監督の三池崇史もこれを気に入ってクロには耳をつけるように指示した[22]。

### 宇宙化猫 ムー
『ウルトラマンX』第18話「ワタルの恋」に登場。
大きな猫耳と尻尾が付いており、『マックス』の登場個体以上に猫らしい姿となっている。口から吐く光線が武器なのも同様であるが、戦闘能力は高くない。しかし、臀部からの放屁で自分のことを忘れさせるガス（忘却物質）を出す能力を持っているうえ、相手に忘れさせた記憶を涙でよみがえらせると同時に自分が相手のことを忘れてしまう性質を持っている。
市街地に出現して電磁波を放ってXioの通信機能を麻痺させ、スカイマスケッティにも飛行障害を起こさせる。この電磁波にはダークサンダーエナジーの発生率を2.16倍に増大して呼び寄せる効果があり、Xioが対処に出ようとすると姿を消す。その後は再び市街地に現れ、自分をかつてドラコから救ってくれたウルトラマンエックスに好意を抱いてじゃれつくが、自分のことを覚えていなかったエックスに困惑される。まもなく出現したレッドキングに立ち向かうも軽くあしらわれてしまい、ダークサンダーエナジーで強化されたEXレッドキングに光線で攻撃するが、無効化されてしまう。EXレッドキングがエクシードXに浄化されてスパークドールズへ収縮された後、自分は再びエックスに寄り付いたものの自分がいると迷惑という理由で宇宙まで投げ飛ばされるが、また戻って来てエックスに寄り付く。しかし、やはりエックスには自分のことを思い出してもらえず、「お前がいると迷惑なんだ」という言葉にショックを受け、号泣する。その涙はエックスに自分の記憶を取り戻させるが、今度は自分がエックスのことを忘れてしまい、地球から去っていく。
- 声：ジェーニャ
- 造形物は『マックス』のものが改造された[90]。演出や操演の都合から、4本足で立たせ、芝居のできる2本の腕を動かすという形に変更された[91][90]。また、大きな猫耳をつけることで愛らしさを強調している[91]。
- 初期案では「ミューミュー」と鳴くから「ミュー」という名称であったが、第18話監督の辻本貴則が愛犬の名をつけ、「ムー」となった[90]。
- 企画段階では宇宙化猫を登場させることには知名度やオリジナル回の完成度などから賛否が分かれたが、辻本が賛同したことによって登場に至った[90]。ウルトラマンとの恋愛的な描写や怪獣のモノローグについても、懐疑的な意見が出ていたという[90]。

## 氷の美女 ニーナ
第17話「氷の美女」に登場。
10万年以上前の南極の氷層から発掘された氷漬けの美女。人間そっくりの姿とDNAをもつが、正体はエイリアンの可能性が高く、10万年前に自らのDNA情報から人類を創造し、考える力とモノを創る力を与えた旨を語る。冷凍カプセルに触れて感応状態となったコバのDNA情報から地球のすべてを引き出すことで争いを続けている現状の人類は失敗作だったと失望し、エラーガを用いて人類と現代文明を絶滅させようとする。コバを相手に「あなたには撃てない」と嘯くが、最後は彼に撃たれて消滅する。
- 演：上良早紀
- 外国人をキャスティングする案もあったが、現場でのコミュニケーションに時間がかかるため採用されなかった[93]。
- 脚本ではニーナが発掘されるシーンも存在していたが、尺の都合でカットされた[23]。

## 宇宙古代怪獣 エラーガ
第17話「氷の美女」に登場。
ニーナが南極海の深海域から召喚させ、操る宇宙怪獣。南極海に出現し、UDFオーストラリア支部の攻撃部隊の迎撃を掻い潜り、オーストラリア経由でニーナのいるエリアJO（東京）に上陸する。覚醒当初はさほど強くないが、附近まで来たニーナから送り込まれた生体エネルギーを受信し、赤い角を生やすなどの強化変身を見せる。頭部の角は強力な破壊光線を発射し、両肩の角はエネルギーを蓄える。ニーナがいる限りは何度倒されても蘇生し、その度にパワーアップする能力を持つ。ニーナの死によって不死身の能力を失い、最後はマックスのマクシウムソードで角を切断されて弱体化したところにギャラクシーカノンを受け、倒される。
- スーツアクター：末永博志
- デザイン：酉澤安施

## 幻影宇宙人 シャマー星人
第18話「アカルイセカイ」、第36話「イジゲンセカイ」に登場。
第18話
宇宙空間に浮遊させた母船を超巨大太陽光反射板に見立てて太陽光線を照射し続けて第2の太陽を作り出し、地球の夜を奪って終わることのない昼間を作り上げて人々の生活サイクルを乱し、さらに猛暑により苦しめる。武器は両手から発射する破壊光線と放屁による爆発攻撃。敵の攻撃は一切受け付けない。人間に化けた工作員をベース・タイタン司令室に送り込んでDASHを精神的に攪乱、同時に巨大化させた破壊工作員を町の中心に出現させて、人類に全面降伏を迫る。人間に化けた工作員は饒舌で厚かましく、初対面時に名刺を渡すなど下手に出ると見せかけてDASHやマックスを小馬鹿にするなど慇懃無礼な態度でDASHの面々、特にヒジカタ隊長の精神を逆撫でし、破壊工作員も攻撃が一切効かないのをいいことに、ふざけた態度でDASHやマックスの苛立ちを募らせる。その特性を活かして一度はマックスをも敗退させるが、カイトに「本当は小人サイズ。暗闇では巨体どころか人間サイズの（幻影の）姿さえ維持できない」と見破られ、司令室の照明を落とされ、宇宙船も破壊されて敗北。ベース・タイタンに現れた個体は逃走し、のちに再登場する。
- 演：佐藤正宏（WAHAHA本舗）

第36話
異次元バリヤーの理論を持つエキスパート・四谷博士に変装して堂々とベース・タイタンに乗り込む。UDFの異次元バリヤーを開発実験を行うと見せかけ、実際はベース・タイタンのパワーを利用し、サブジェクト・ファントムよりレッドキングを召喚するという作戦を展開。前回同様に登場時に名刺を渡す丁重さを見せる一方、ヒジカタ隊長を「バカ」、ショーンを「凡人」、「ヘッポコ発明家」呼ばわりしたり、研究中の自分の食事として高級料理を要求するなど、相変わらず嫌味な性格で挑発的な態度でDASHの面々、今回は特にショーンの精神を逆撫でする。異次元エネルギーを逆用した異次元光線銃ディメンション・フォースを使って2度カイト＝マックスを異次元に追放しようとするが、1発目はレッドキングと一緒に召喚されたピグモンの妨害で失敗し、2発目もエリーと一体化したピグモンが盾になって失敗。そのまま「ヘッポコ発明家」が意地を見せて開発した新兵器ブラック・ディメンションにより太陽光線を浴びれられなくなったことで縮小化。エリーとミズキに追われてビルの屋上から落下し、小さな姿のままで路頭を彷徨うことになる。最後は猫に襲われるが、その後の去就は不明。
- 演（四谷博士）：渡来敏之

- スーツアクター：中村博亮（18話）、横尾和則（36話）
- デザインは酉澤安施。本作品での新怪獣が同じ色合いのものが続いていたため派手な彩色となった[22]。
- 能天気な「テーマソング」は、ヴェルディのオペラ「イル・トロヴァトーレ」中の一曲「鍛冶屋の合唱（アンビル･コーラス）」から。
- 第18話特技監督の菊地雄一は、シャマー星人のイメージソースに『クレヨンしんちゃん』を挙げている[96]。

## 空間移動宇宙人 ターラ星人
第19話「扉より来たる者」に登場。
原始時代の日本に食糧調達のため転送ゲートを用いてやって来た宇宙人。武器は光線銃にもなる長剣。地球人の野蛮さを知って友好関係から一転支配に乗り出すが、当時地球に来ていたマックスに酷似したM78星雲人により転送ゲートを閉じられて妨害され、仲間を失う。M78星雲人であるマックスの地球再来訪を知って復讐を図り、ミズキを転送ゲートを使って拉致してカイトたちをおびき寄せるが、最後はコバに倒される。
- 演：アレクサンダー大塚
- デザイン：丸山浩
- ボディは、『ウルトラマンティガ THE FINAL ODYSSEY』のダーラムの改造[16]。

## 戦神 ギルファス
第19話「扉より来たる者」に登場。
ターラ星の守護神である巨大戦士。石像のような姿をしている。胸から高熱火球を発射し、敵を倒す。マクシウムカノンやマクシウムソードさえ防ぐ頑丈な盾プロテクトシールドと、マクシウムソード同様に飛ばすことができ、剣にもなる頭部の突起グラディウスを装備している。マックスとの戦いではこれらの武装を駆使して戦闘を優位に進めるが、マックスを崖に押し付けている際にマクシウムカノンで吹き飛ばされ、ギャラクシーカノンで盾ごと撃破される。
- スーツアクター：永田朋裕
- デザイン：丸山浩
- 関節部分は『仮面の忍者 赤影』の赤影から鎖帷子のイメージ[16]。
- 角飾りを飛ばすシーンはCGで表現されている[3]。

## 亜空間怪獣 クラウドス
第20話「怪獣漂流」に登場。
太陽黒点の異様な活発化による太陽風の影響で日本上空の電離層にプラズマ空域が発生したことにより、寝たまま亜空間トンネルより飛来した怪獣。名前はトミオカ長官から命名された。活動が活発になるほど体内で亜空間プラズマが生成・消失されるため、寝ている間は強風に飛ばされるほど軽いが、目を覚ますと重くなって落ちてくるという特殊な体質を持つ愉快な怪獣。起きて戦ったときはマックスも耐えられないほどの重量を持つ。背中に巨大な一対の角や鋭い爪があるが特に目立った武器ではない。温和な性質。
出現直後は寝たまま都心上空に浮いて無軌道に漂流していたが、何かある度に目を覚ましかけて街とヒジカタ隊長をパニックに陥れる。目の上にある穴の開いている突起が鼻であり、耳と間違われてイヤーシールドで耳栓（＝鼻栓）をされ、さらに雷の音で目を覚ます。基本的に四足歩行だが二足歩行も一応可能。最後はマックスとDASHの活躍により、雷のプラズマと体内プラズマとの相互作用によって開いた亜空間トンネルに無事戻される。
- スーツアクター：西村郎
- デザイン：酉澤安施
- 『ウルトラマンX』第10話の初期プロットでは、年老いたクラウドスが村に落下し観光で賑わうという展開が考えられていたが、新怪獣（ホオリンガ）に変更された[98][99]。

## 古代怪獣 ゴモラ
第21話「地底からの挑戦」に登場。
「フリドニア共和国」（架空の国）のみに棲息する世界的にも貴重な珍獣ゴモラザウルスとして登場。三日月状の角は、褐色だったそれまでの個体と異なり、赤みが強く配色されている。本来は2メートルぐらいの大きさ（劇中にも同サイズのゴモラが登場する）だが、20年前に文明破壊を唱える環境保護団体GSTE (God Save The Earth) によって密輸された5体のうちの1体を生物兵器として改造され、巨大化される。長野県和奈月村（架空の村）に出現して地底をマッハ2で進み、交戦したウルトラマンマックスに長い尻尾を切断されるが、その後もちぎれた尻尾は動き回り、マックスを苦しめる（尻尾はゴモラの意思ではなく無差別に暴れ回り、周囲に被害を与える）。マクシウムカノンによって倒されそうになるものの、尻尾がゴモラの前に出てきて粉砕され、ゴモラ自身はギャラクシーカノンによって絶命する。その後、遺体はフリドニアに引き取られた。
当初はGSTEによって密輸されたと思われていたが、後にフリドニアの認証下で（日本には非公式に）「密輸入」されていたことが判明する。
- スーツアクター：末永博志
- CBCの『マックス』公式サイトにて行われた「伝説の怪獣人気投票」で1位を獲得したことにより、本編への登場が決定した[105][106]。初期プロットでは、テレスドンが登場する記載がある[107]。
- 小型の個体が登場したのは、初代のイメージを払拭させることを意図している[108]。冒頭のシーンは、ロケ現場に着ぐるみが間に合わなかったため、CGで合成している[103]。

## 夢幻神獣 魔デウス
第22話「胡蝶の夢」に登場。
この世に対するデウス・エクス・マキナで、人類の夢を見境なく餌として取り込んで強大化していき、個々の特徴を失った、無機質で掴みどころのない感情移入もできない巨大なボール形のオブジェ抽象的な姿をした怪獣。特撮番組『ウルトラマンマックス』の脚本家・蓮沼征夫の夢の中で、謎の女がカイトの助言を基に製作した粘土細工の怪獣原型が実体化した存在。相手の攻撃に合わせて粘土のようにその姿を円柱状やリング状、三日月状や巨大な球体に変形させ、現れると周囲に呼吸音と機械音のような不気味な音が響き渡る。変幻自在の体で体当たり、さらには相手の攻撃をそのまま撃ち返す特殊能力を駆使して、自分の夢の中に入り込んだ「カイトになった蓮沼」が変身したマックスを苦しめ、物語世界を終わらせようとする。最後は巨大な卵状の形態を真っ二つに分割させてマックスを中から伸ばした不定形物質で内部に引き込んで倒しかけるが、逆に夢から現実に抜け出した「蓮沼になったカイト」がシナリオを書き足し、そのシナリオ通りに倒される。
夢と現実、本物のマックスと特撮番組の『ウルトラマンマックス』が交錯するストーリーに登場するため、本当に存在するのかすら判然としない。
- デザインは酉澤安施が担当。当初は『ウルトラマンコスモス2 THE BLUE PLANET』に登場したサンドロスの没デザインを流用する予定だったが、そのデザインは粘土像として登場し、後に『ウルトラマンメビウス』に登場するディノゾールに流用される[7]。デザインのアイデアは昨今のゴツゴツしたデザインよりもツルツルして無機質なものの方が怖いのではないかという実相寺昭雄からの要望を取り入れている[96]。
- 名前は「収拾がつかなくなった物語を絶対的な力で強引に終わらせる、無理のある存在」を揶揄した演劇用語の「デウス・エクス・マキナ」が由来[106]。
- 書籍によっては、各形態を1型 - 4型[4][101]と記載している。

## 飛魚怪獣 フライグラー
第23話「甦れ青春」に登場。
トビウオが地球温暖化によって南太平洋の生態系が変化したことで突然変異を起こし怪獣化した生物。元がトビウオであるだけに海中を高速で移動し、さらに翼で空まで飛ぶ強敵。武器は水中または空気中の水分をえらから取り込み、口から発射する超圧縮された水流波。しかし、その発射時に開く鰓（）そのものが弱点である。翼はマクシウムソードで切り取られる。最後はマクシウムカノンを受け、倒される。
- スーツアクター：横尾和則
- デザイン：丸山浩
- デザインモチーフはトビウオ[16]。
- 着ぐるみは『ウルトラマンコスモス』のリドリアス（劇場版第3作用）の改造[109]。
- その名称から身体の凸凹は天ぷらの衣のような意匠、足元にはエビフライが「お遊び」として取り入れられている[22][16]。表面のブツブツはパン粉をラテに混ぜたものとなっている[22]。

## 対話宇宙人 メトロン星人
第24話「狙われない街」（2005年12月10日放送）に登場。
『ウルトラセブン』に登場したメトロン星人と同一の個体。セブンとの戦闘後、北川町で楢崎ケン少年に拾われ、円谷プロダクションの通称「怪獣倉庫」に連れられて彼の父による「治療（=修繕）」を受けたことから、一命を取り留めていた。このため、セブンのアイスラッガーで斬られた中央部分には縫合跡がある。
命の恩人にして現在は刑事となった楢崎と再会した際には固い抱擁を交わしたり、北川町の変化を悲しんだり、近頃の若者を「猿」とこき下ろしたり、お土産に地球のものを色々と見繕ったり、巨大化した後も夕焼けに染まる北川町を眺めて「美しい眺めだ」と感慨に耽ったりと、潜伏中の40年間で相当地球に馴染んだ様子がうかがえ、愛着と哀れみの感情を見せる。
携帯電話に高出力の電磁波を流し、地球人の脳の前頭葉を萎縮させて無気力化・凶暴化させることで再度地球侵略を図っていると思われたが、実際にはメトロン星人はすでに地球人は携帯電話などの便利なツールによって低脳化して自滅的退化を始め、放っておいても滅びると見切りをつけて侵略を中断しており、前述の計画はそれを「ちょっと手助けしてやっただけ」であった。トウマ・カイト=ウルトラマンマックスにダッシュライザーを突きつけられながらも、それをなだめながら缶入り茶の眼兎龍茶（）でもてなし、さらにじゃんけんをしたりと冗談めいたやりとりをした後、巨大化して40年前と同様に暮れなずむ北川町でマックスと対峙する。しかし、前述の走り方で突進するふりだけの足踏みをして街の夕暮れを一瞥すると、「夕焼小焼」のBGMの中、迎えのメトロン円盤に乗って戦わずに母星に帰る。拍子抜けしたマックスは、ただ手を振りながら見送る。
- スーツアクター：相馬絢也
- 人間体・声の出演：寺田農
- デザインは丸山浩[112]。メトロン星人のシワシワの体に縫い目をつけるのは、「狙われた街」と同じく監督を担当した実相寺昭雄のアイデアである[67][16]。
- スーツの色は実相寺の要望を反映し、初代を忠実に再現している[67]。スーツ素材も初代と同じくシートフォームを用いている[113]。人間大の時はしゃべっている時だけ電飾を点灯させるため、手動で操作できるようになっている[67]。
- 劇中では「狙われた街」の映像が挿入され、サブタイトルにも「再登場」と明記される[注釈 4]など、『マックス』の世界と『セブン』の世界のリンクが見られた。ただし、『マックス』の世界は21世紀になって初めて怪獣が出現したという設定であり、『セブン』と同一世界ではない[114]。脚本を担当した小林雄次は、自身のブログで世界観の矛盾について「これは今回限りの例外」とコメントしている[115]。
- 前述のように本話は実相寺が監督を担当したため、カイトとメトロン星人のちゃぶ台を挟んだ会話、夕焼けの中で対峙するメトロン星人とマックスなど、随所に「狙われた街」と合わせた演出が用いられている。また、ちゃぶ台を挟むシーンには、実相寺が監修したメトロン星人のフィギュアやアイスラッガーが置かれている。当初、実相寺は第22話「胡蝶の夢」と第37話「星座泥棒」を担当する予定であったが、実相寺の方から「狙われた街」の続編を提案してプロットを作成し、こちらを担当することとなった[116][117]。
- マックスとメトロン星人が対峙したシーンの北川町は、マックスの立っている側がビルやマンションの建ち並ぶ現代の（無機質な）都会、メトロン星人の立っている側が工場や一軒家、古いアパートの残る40年前の北川町とほぼ同じ町並みとなっており、双方が象徴しているものを対比している[118]。
- 脚本ではマックスとメトロン星人が巨大化した後に激闘するとなっていたが、特技監督の菊地雄一は対話した後に戦うという展開に違和感を感じ、字コンテを用意してスタッフとも打ち合わせたものの実相寺に変更を申し出て、撮影当日には戦わないとの演出に変更された[118]。

## 友好異星人 ネリル星人キーフ
第25話「遥かなる友人」に登場。
駈少年の元に突然降り立ってきた宇宙人。故郷の惑星ネリルの寿命が付きかけていたため、移住できる惑星を探索していたが惑星ネリルが消滅し、探査船で一人で宇宙を彷徨っていた。非常に友好的かつ活発な性質を持つ。緑の発光体（この形態で長時間いると大気に溶ける）となって移動し、人間に擬態することができる。駈少年との交流を通じて、地球の環境に感動するが、地球では「異星人は侵略者である」と認識されていることを知り、「侵略者ではない友好的な宇宙人もいる」という前例を作り地球人からの信頼を得るため、あえてUDFの拷問同然の過酷な検査を受ける。ハーグに移送される直前、襲来したゴドレイ星人の攻撃に晒された人間たちの光粒子体の盾になって消滅する。
- 演：河相我聞
- デザイン：さとうけいいち
- デザインモチーフは『ウルトラマン』のザラブ星人[22]。デザイン画では指はケムール人のように細長くと指示している[3]。

### 『ウルトラマンジード』に登場するネリル星人
『ウルトラマンジード』第11話「ジードアイデンティティー」に登場。
シャドー星人ゼナ率いるAIBの一員。オープンカフェで店員に扮して伏井出ケイを監視していたが、ウルトラマンベリアルとの超光速通信で監視に気づいたケイに逆襲されて正体を現し、もがき苦しむ。監視の協力者でもあった編集者の大隅丈治のスーツに仕込んでおいた監視用機器をケイに破壊され、丈治だけでも逃がそうと連れ出すも先回りされ、ステッキで倒される。

## 巨大異星人 ゴドレイ星人
第25話「遥かなる友人」に登場。
突如夜の東京に現れて街を破壊する侵略宇宙人。凶暴な性質を持つが、その目的は不明で、キーフとは対照的に破壊の限りを尽くすためだけに活動し、虫の羽音や機械音などのような不気味な音を発しながら、無感情かつ無機質な動きをする。武器は胸部から乱射される強烈な紫色の破壊光線と、攻守一体で再生能力まで持つ爪状の強固な前腕。また、赤い閃光で相手の目を眩ましたり、一定時間エネルギーをチャージして街を一瞬で破壊できる熱線などもある。
劇中での明言はないが、第24話の次回予告では「最強の宇宙人」とも呼称されている。
夜のビル街でマックスを翻弄し、ダッシュバードやダッシュマザーをすべて撃墜したうえ、街を目がけて光線を発射するも、キーフが盾になったために失敗する。最後はキーフの死に憤激したマックスのギャラクシーカノンを受け、倒される。
- スーツアクター：永田朋裕
- デザイン：さとうけいいち
- 着ぐるみは、『ウルトラマンネオス』に登場したザム星人の改造[109]。
- 劇中の新聞記事内の写真には、ゴドレイ星人ではなくスラン星人の着ぐるみが用いられている[20]。

## 神話の幻獣 ユニジン
第26話「クリスマスのエリー」に登場。
未来から過去への時間の楕円軌道を12年周期で周回しているという、美しき神話の幻獣。12年に1度、12月24日の夜間のほんの数秒だけ現在を通過し、その姿を確認できる。「通過する地点の東西南北にトネリコの枝を立てておくと、ユニジンはその空間から出られなくなる。その間にクリスタルに閉じ込めることができる」という言い伝えが残っているが、「もしそんな生物が実在するなら、周囲のものすべてが時空の狭間に巻き込まれて消滅するはず」というのがヨシナガ教授ら学界の定説で、存在を認められていない。唯一その言い伝えを信じ、生涯をかけてユニジンを追い続けてきた「ペテン師博士」古理博士がエリーの協力で捕獲に成功した際、実際に周辺にある物体が時空の狭間に吸い込まれて消滅していくという現象が起こるが、マックスが狭間を食い止めている間に博士がユニジンを時の流れに解放すると元に戻る。
- スーツアクター：西村郎
- デザイン：さとうけいいち

## 変身怪人 ピット星人
第27話「奪われたマックススパーク」に登場。
第2話に登場するエレキングの幼体を地球に持ち込んだ張本人。ピット・レオールとピット・ノヴーの2体が登場。容貌・円盤ともに初代と変わりなく、身体能力も大したことはないが、地球人に擬態する際には紺のドレスをまとってハイヒールを履いた大人の美女の姿と化し、蹴り技を主体とする格闘能力が向上するうえ、腕から光弾を放つこともできるようになる。
エレキングの幼体を使ってカイトとミズキをおびき出し、ミズキを失神させてカイトからマックススパークを奪うが、最後は円盤へ突入したカイトのダッシュライザーによって2体とも倒される。
- 出演：星野マヤ（ピット・レオール）、益子梨恵（ピット・ノヴー）

## リリカ
第28話「邪悪襲来」に登場。
かつてルガノーガーにより母星である銀河系の彼方にある緑の惑星を滅ぼされた異星人の生き残り。地球でカイトの古巣である関東ボランティアネットワークの一員として生活していた。治癒能力を持つ。故郷に似た美しい星・地球とそこに住む優しい人々を護ることを願い、カイトがマックスであることに気付き、自身の正体を明かしてルガノーガーとの戦いを託す。戦いの後も地球で平和に暮らす。
- 演：斉藤麻衣
- 書籍によっては、別名を友好宇宙人と記載している[123]。

## 凶獣 ルガノーガー
第28話「邪悪襲来」に登場。
宇宙の惑星で破壊を繰り返す恐るべき強力かつ凶暴な凶獣。宇宙人リリカの故郷である緑の惑星を壊滅させた後、彼女の後を追うように地球へ飛来する。全身が武器の塊のようになっており、胸部の装甲は反射板の構造で、あらゆる攻撃に耐性を持つ。両肩から放射する強力な電撃や、頭部と両腕にある口から放射する高熱線により、周囲を一瞬で炎上させる。また、尻尾の先は相手の背中に突き刺すことで体内のエネルギーをすべて吸収できる。そういった多彩な武器と圧倒的な戦闘力でマックスを苦しめるが、最後はギャラクシーカノンを受け、倒される。
- スーツアクター：末永博志
- デザインは、怪獣デザインコンテストで最優秀賞を受賞した子供の作品「ルガノール」を元にしている[23]。

## 牛鬼怪獣 ゲロンガ
第29話「怪獣は何故現れるのか」に登場。
40年前（1964年）、円谷プロ制作の特撮番組『UNBALANCE』（後に『ウルトラQ』と改題される）「山椒ラウスの逆襲」の撮影中、ロケ先の奥多摩渓谷山奥の廃坑に現れる。その当時は5メートル大の怪獣で、目立った凶暴性こそなかったが、たまたま遭遇した撮影隊を超高熱火炎を放射して威嚇・攻撃する。そして現代、より巨大になって渋谷の地下工事現場に出現する。攻撃能力は怪力キック、巨体での圧し掛かり、口から放射する超高熱火炎など。マックスと対峙した際は、強力な尻尾と巨体に似合わない敏捷性で翻弄する。牙が急所で、40年前は俳優の1人である西郷保彦に右の牙を叩き折られて退散しており、引退した彼からそれを聞いたカイト＝マックスにより残った牙を折られて戦意を喪失し、最後はマックスに奥多摩山中へ運ばれ、再び眠りにつく。
- スーツアクター：横尾和則
- デザイン：さとうけいいち。『ウルトラマン』のネロンガのスーツを改造した怪獣という想定でデザインされた[23]。
- 名前の由来は、『ウルトラQ』の未制作プロット「ゲロンガ対山椒ラウス」から。本エピソードは『ウルトラQ』へのオマージュ色が強く[127][59]、一部のシーンはモノクロで撮影されたり、ゲロンガが廃坑に現れるシーンはスクリーン・プロセスを再現している[59]。当初は『ウルトラQ』のパゴスを登場させる予定であった[127]。メタメイキングとしてパゴス→ネロンガ→マグラー→ガボラというスーツの変遷を提示した[128]。
- 着ぐるみは川崎市岡本太郎美術館で開催された「ウルトラマン伝説展」で展示された後、『ウルトラマンメビウス』でネロンガに改造され、その後ゲロンガに戻されて美術館に返却された[129]。

## 挑発星人 モエタランガ
第31話「燃えつきろ! 地球!!」に登場。
燃え盛る炎のような外観を有する宇宙人。高い知性を持っているため、人間の言葉を話すことができ、敬語で会話する。また、テレパシーでマックスを挑発する。両手の先から光線を撃ち出すほか、目から熱球を発射して対象物を炎上させ、相手の攻撃を次元移動により瞬時にかわすことができる。身体から放散する特殊な光波チャンネルを通じて、人間の行動を司る神経電流をモエタランガウイルスに感染させる。このウイルスに感染した人間は闘争心を呼び起こされて異常な興奮状態となってその能力を増幅させるが、短時間のうちに生体エネルギーを消耗し極度に「燃え尽きて」無気力状態となる。モエタランガウイルスは、生体のすべての行動を司る神経電流を摂取しており、その電流は生体エネルギーとなってメタ次元ニューロンを通じ、モエタランガに食糧として送られる。ウイルスに感染したカイト＝マックスも、初戦にて闘争本能を全開にして戦った結果、30秒足らずでパワータイマーが点滅して敗北を喫する。
マックスとDASHを倒すことでUDF本隊、ひいては全地球人を挑発して返り討ちの餌食にしようとする。気力を振り絞って再変身したマックスをまたしてもウイルスの力で苦しめるが、ウイルスによって精神的に若返ったヨシナガ教授によって対抗ワクチンが開発され、それを受けたマックスは復活を果たし、同じく気力を再燃させたトミオカ長官とダテ博士の援護を受けたマックスのギャラクシーカノンを受け、倒される。
- 声：遠藤守哉
- スーツアクター：丸山貢治
- デザイン：酉澤安施
- 着ぐるみは『ウルトラマンネクサス』のグランテラの改造[109]、その後、『ウルトラマンメビウス』のディガルーグに改造された。
- 当初は『帰ってきたウルトラマン』のササヒラーも登場する予定であったが予算の都合から実現しなかった[23]。

## 超科学星人 バルタン星人

### タイニーバルタン
第33話「ようこそ!地球へ 前編 バルタン星の科学」、第34話「ようこそ!地球へ 後編 さらば!バルタン星人」 に登場。
ダークバルタンによる地球侵略計画を伝えるためにやってくるバルタン星の穏健派。一人称は「僕」であるが、バルタン星では女の子ということになっており、人間の少女に変身し、両手でVサインをして「マルルー」と呪文を唱えることで自由自在に重力を操り、箒に跨って空を飛ぶなど、バルタンの超科学力による様々な、ほとんど魔法にしか見えない不思議な現象を引き起こすことができる。地球人の勉少年の協力も得てダークバルタンの地球侵略を止めるべく奮闘した結果、ダークを改心させることに成功し、共にバルタン星へ方舟アークで帰った。
- 人間体・声：半田杏[135]
- スーツアクター：高津房代[130]
- デザインは丸山浩[131]。
- デザイン画での名称は、「チャイルドバルタン」という名称もあった[16]。背中の白模様はウリ坊をイメージしている[16]。
- 『ウルトラマン列伝』にて「ようこそ!地球へ」が再放送された際には、ウルトラマンゼロと共に冒頭と本編終了後に登場している。

### ダークバルタン
第33話「ようこそ!地球へ 前編 バルタン星の科学」、第34話「ようこそ!地球へ 後編 さらば! バルタン星人」 に登場。
地球人を「地球を汚し尽くしたら次は月や火星を我が物にしようとする宇宙の侵略者」として敵視するバルタン星の過激派で、初代バルタン星人とほぼ同じ姿をしている。
反重力による攻撃を得意とし、ハサミからの熱線や反重力砲を始めとして、超巨大化能力やクローンによる無数の分身体の発生、クローン技術によって四散した体の再生などウルトラマンマックスを上回る能力を発揮。マクシウムカノンすら胸部の展開したスペルゲン反射鏡で弾き返し、超巨大化能力を使ってマックスを何度も踏み潰す。本人曰く、「バルタンの科学はウルトラの星の科学を超える」とのこと。バルタン星人は、元々は地球人と同じ姿をしていたが、度重なる核戦争によって今の姿に進化したと言われている。バルタン星の科学には相当なまでの自信を持っているようで、自分の能力を自慢する。
一度は超巨大化でエネルギーを消耗したうえ、拘束光線で身動きの執れなくなったマックスを倒し、復活したマックスとの戦いも終始優勢となるが、タイニーバルタンがバルタン星から持ち帰った古代バルタンの銅鐸状の古代遺物の音色を聴き、戦意を喪失して平和を愛する心を取り戻す。最後は、ダテ博士が開発した新兵器メタモルフォーザーによって人間と同じ姿に戻され、タイニーと共にバルタン星へ帰還する。
- 人間体・声：尾崎右宗
- スーツアクター：下川真矢
- 頭部の電飾は初代のスーツのものを再現したもの[67]。電源の位置のみ頭部から背中に変更している[67]。
- 分身したバルタン星人が空を埋め尽くす様子は、飯島が40年間温めていたイメージであった[131]。当初、制作されたCGではバルタン星人は10体程度であったが、飯島の指示によって大幅に増やされた[138]。
- シリーズで初めてウルトラ戦士に勝利したバルタン星人であり、その数々の超能力も合わせて書籍類では、最強のバルタンとして紹介されることもある[注釈 5]。
- 『大怪獣バトル ULTRA MONSTERS NEO』ではハサミからの光線は「ヒートブラスター」、超巨大化した状態での踏み潰し攻撃は「ギガンティックプレス」と表記されている。

## 星雲守護獣 ホップホップ
第35話「M32星雲のアダムとイブ」に登場。
地球から230万光年離れたM32星雲の守護神ともいうべき怪獣。M32星雲の滅亡に伴いアダムとイブと共に氷塊に乗って地球へ飛来。カモノハシのようなクチバシを持ち、全身がマクシウムソードをも跳ね返すほどの硬い装甲で覆われている。地球に落下した当初は眠りについておりUDFのサテライト・ラボに保護されるが、調査中に覚醒すると同時に急速に巨大化して行方不明のアダムとイブを探し始める。決して凶暴な怪獣ではないが、アダムとイブを探すことに夢中になって暴れたため、マックスが止めに入る。頭部中央の甲羅状の器官から高熱を放射する能力と身軽さを武器とする。ユーモラスな外見に似合わぬ強敵で、マックスもつい本気を出しそうになる。マックスに負けて冷静さを取り戻したところでアダムとイブと合流。彼らと共に金星へと旅立つ。
- スーツアクター：横尾和則
- デザイン：丸山浩
- デザインイメージは、貝[16]。

### 星雲小獣 アダムとイブ
第35話「M32星雲のアダムとイブ」に登場。
故郷M32星雲の滅亡に伴いホップホップと共に地球へ飛来した雌雄の怪獣。カモノハシのようなクチバシにオウムガイのような形状の硬い装甲を持つ。滅びた故郷の未来を託された最後の希望とでもいうべき怪獣だったが、地球に落下した際に冬眠状態で子供の生田姉弟に保護され、ホップホップと離ればなれになる。故郷の星が非常に高温な惑星だったため、地球の通常温度では生きられない。その後、アダムたちが生きる星としては金星が最適であることが判明し、ホップホップと合流して共に金星へと旅立つ。
アダムとイブという名前は、彼らが金星の新たな命の始まりになると考えたミズキが付けたもの。
- デザイン：丸山浩
- 「睡眠状態」として描いたものがアダム・イブの小型プロップとなっている[16]。

## 星獣 ケプルス
第37話「星座泥棒」に登場。
サトン星人の末裔を自称する男・成宮和也（演：萩原流行）の召喚により夜空の星の光が集まって地上に現れた怪獣。美しい星空を妨げる愚かな開発によって溢れた地上の悪しき人工的な光を消滅させるために、大都市の光を破壊する。実体が存在しないため、ビームなどの兵器が一切通用しないが、閃光弾などの強烈な光を嫌う性質を持つ。頭部の巨大な角からビームを発射してマックスを苦しめるが、マクシウムカノンで爆砕される。しかしすぐに復活し、再びマックスと戦おうとするが、成宮の呼びかけに応えるように大人しくなり、彼と共に「星空の向こう側へ通じる扉」を抜けて帰ってゆく。
- スーツアクター：丸山貢治
- デザイン：丸山浩
- デザイン画での名称は「ケプラー」[3][16]。脚本のイメージから魚類のテイストを入れている[16]。
- 着ぐるみは『ウルトラマンネクサス』に登場したフログロスの改造[109]。

## 星空の創造主 サトン星人
第37話「星座泥棒」に登場。
名前と絵本「星座泥棒」のみ登場。星空の創造主ともいうべき存在で、「地球人に星空の美しさを啓蒙するため」太古の地球に飛来し、地球の周囲を「天球界」（ある種のプラネタリウム）で覆った異星人。ミズキはこの宇宙人の末裔だと言われている。

## 地底文明 デロス
第39話「つかみとれ! 未来」に登場。
モホロビチッチ不連続面の移動する大空洞に築いた地底文明デロス都市に住む知的生命体。地上人類がオゾン層を破壊して宇宙放射線が地底にも降り注ぐようになったため滅びかけている。滅亡を防ぐために環境を破壊する人類の全経済活動停止を要求したが受け入れられず、「バーサーク・システム」を発動し、機械獣と尖塔により地上の大気を高濃度の酸素に変換して太古の状態に戻そうとする。尖塔はベース・タイタンを始めとするUDF各国支部を破壊する形で地上に出現。UDFに壊滅的被害を与えた上、大気改造のために高濃度の酸素が充満しているため、迂闊な攻撃が出来ない。
侵略者ではなく地球の原住民族であるため、「地球文明同士の争いには干渉しない」とするマックスは当初彼らとの戦いには関与できなかった。デロス自身も地上生物の滅亡まで望んでいるわけではなく、UDFがバーサーク・システム発動の警告を聞き入れたために、人的被害は最小限に留まっている。
後にある事態を通じて人類に対する視点を改めるものの、バーサーク・システムは自分たちでも止めることができなかった。戦いが終わった後は地上の人類に期待しながら眠りにつくが、50年後にはデロスの尖塔が地上にも建設されている描写がある。
- 出演：シェリー・スウェニー
- 声：山本百合子
- 書籍によっては、名称を地底人類 デロス人[6][54]、デロスの知性体[4]と記載している。

## 機械人形 オートマトン
第38話「地上壊滅の序曲」、第39話「つかみとれ! 未来」に登場。
デロスに作られた機械仕掛けの人形。地下8000メートルで採れる未知の金属「元素119」で作られており、銅のような質感の外見をしている。町中に現れ、環境破壊をする人類にデロスの意思を発する。左右に泣き顔、笑い顔がある。内部にあるコアと見られる部分にデロスのメッセージが刻まれており、そこからデロスの住人のホログラフが出現する。
- 声：平野正人
- デザイン：さとうけいいち

## 機械獣 サテライトバーサーク
第38話「地上壊滅の序曲」、第39話「つかみとれ! 未来」に登場。
デロスに作られた等身大の機械獣。意思を有しているが、自らの感情はなく、デロスの保護のみを使命とし、デロス都市の警備にあたっている。その腕力はカイトを片腕で軽々持ち上げるほど。
- 声：山田真一
- スーツアクター：横尾和則
- デザイン：さとうけいいち

## 機械獣 スカウトバーサーク
第38話「地上壊滅の序曲」に登場。
マックスの戦闘データを収集・分析するため、地底文明「デロス」の自動防衛システム「バーサーク・システム」の一環で、地上の都市破壊のために送り込んだ機械獣。しゃくれた顎が特徴的。全身に隠し武器のように偵察機能に特化した機能を装備した怪獣であり、ボディが非常に頑丈でDASHの攻撃を受けてもビクともしない。戦力は胸部左右の発光器官から出す破壊光線。夜の東京に現れ、デロスに地上の様々なデータを送信するが、最後はギャラクシーカノンを受けて倒されるが、その役割は十分に果たす。
- スーツアクター：丸山貢治
- デザイン：さとうけいいち

## 機械獣 ギガバーサーク
第39話「つかみとれ! 未来」に登場。
マックスを100%の確率で倒すため、バーサーク・システムが産み出した機械獣バーサークの最終形態。身体に無数の機械腕を装備し、両目から凄まじい力を秘めた光線を出す。一時はマックスをチェーンで光のエネルギーを奪って自身に磔にするが、DASHと分離したカイトにより太陽エネルギーを充填されたマックスギャラクシーを装着され、マックスは復活する。900メートルにまで超巨大化したマックスのギャラクシーソードとマクシウムソード分身シュートによりダメージを与えられたうえ、ギャラクシーソード最大パワーによる斬撃を受けて両断されて消滅する。それと同時に、全世界のバーサーク・システムも停止した。
- スーツアクター：横尾和則、福智幸太
- デザイン：さとうけいいち
- 着ぐるみは2人で入るタイプで、大きいためにほとんど動けない[3]。そのため、マックスが動けない敵に苦戦しているように見えないよう、絵コンテにはなかったマックスの空中戦シーンが足されている[3]。
- 監督の八木毅の提案により、巨大感を出すためにミニチュアセットでの撮影ではなく実景に合成されている[3]。
- 着ぐるみは前足が『ウルトラマンメビウス』のインペライザーに流用された[140]。